# Ploceus hypoxanthus
El tejedor dorado asiático (Ploceus hypoxanthus) es una especie de ave paseriforme de la familia Ploceidae. Está ampliamente distribuido en el Sureste Asiático, encontrándose en Camboya, Indonesia, Laos, Birmania, Tailandia y Vietnam.

## Subespecies
Se reconocen las siguientes subespecies:
- Ploceus hypoxanthus hymenaicus
- Ploceus hypoxanthus hypoxanthus